# Szombathely Crushers
I Szombathely Crushers sono una squadra di football americano di Szombathely, in Ungheria; fondati nel 2006 come Szombathely Fighters (che hanno inglobato i Savaria Raptors, nati nello stesso periodo a Szombathely), hanno vinto 2 Pannon Bowl.
Tra il 2009 e il 2013 hanno fatto parte della polisportiva Szombathelyi Haladás, col nome di Haladás Crushers.

## Dettaglio stagioni

### Tornei nazionali

#### Campionato

##### Divízió I (primo livello)/HFL
| Stagione | regular season | regular season | regular season | regular season | regular season | regular season | playoff | playoff | playoff | playoff | playoff | playoff     | playoff         |
|          | Vin            | Par            | Per            | Tot            | PF             | PS             | Vin     | Per     | Tot     | PF      | PS      | risultato   | avversaria      |
| -------- | -------------- | -------------- | -------------- | -------------- | -------------- | -------------- | ------- | ------- | ------- | ------- | ------- | ----------- | --------------- |
| 2020     | 1              | 0              | 2              | 3              | 58             | 42             | 1       | 1       | 2       | 47      | 62      | Pannon Bowl | Győr Sharks     |
| 2023     | 3              | 0              | 3              | 6              | 54             | 148            | 0       | 1       | 1       | 14      | 30      | Wild Card   | Budapest Titans |
| Totale   | 4              | 0              | 5              | 9              | 112            | 190            | 1       | 2       | 3       | 61      | 92      |             |                 |

Fonti: Enciclopedia del Football - A cura di Massimo Mezzetti

##### Divízió I (secondo livello)/Divízió II (secondo livello)
| Stagione | regular season | regular season | regular season | regular season | regular season | regular season | playoff | playoff | playoff | playoff | playoff | playoff     | playoff             |
|          | Vin            | Par            | Per            | Tot            | PF             | PS             | Vin     | Per     | Tot     | PF      | PS      | risultato   | avversaria          |
| -------- | -------------- | -------------- | -------------- | -------------- | -------------- | -------------- | ------- | ------- | ------- | ------- | ------- | ----------- | ------------------- |
| 2008     | 0              | 0              | 5              | 5              | 9              | 117            | -       | -       | -       | -       | -       | -           | -                   |
| 2011     | 4              | 0              | 1              | 5              | 133            | 53             | 0       | 1       | 1       | 20      | 26      | Semifinale  | Újpest Bulldogs     |
| 2018     | 6              | 0              | 0              | 6              | 140            | 26             | 2       | 0       | 2       | 31      | 7       | Campioni    | Szekszárd Bad Bones |
| 2019     | 6              | 0              | 0              | 6              | 259            | 59             | 2       | 0       | 2       | 67      | 17      | Campioni    | Eger Heroes         |
| 2020     | 0              | 0              | 4              | 4              | 40             | 135            | -       | -       | -       | -       | -       | -           | -                   |
| 2022     | 3              | 0              | 3              | 6              | 106            | 86             | 1       | 1       | 2       | 19      | 18      | Pannon Bowl | Budapest Titans     |
| 2024     | 1              | 0              | 5              | 6              | 68             | 117            | -       | -       | -       | -       | -       | -           | -                   |
| Totale   | 20             | 0              | 18             | 38             | 755            | 593            | 5       | 2       | 7       | 137     | 68      |             |                     |

Fonti: Enciclopedia del Football - A cura di Massimo Mezzetti

##### Divízió III/Divízió II (terzo livello)
| Stagione | regular season | regular season | regular season | regular season | regular season | regular season | playoff | playoff | playoff | playoff | playoff | playoff          | playoff               |
|          | Vin            | Par            | Per            | Tot            | PF             | PS             | Vin     | Per     | Tot     | PF      | PS      | risultato        | avversaria            |
| -------- | -------------- | -------------- | -------------- | -------------- | -------------- | -------------- | ------- | ------- | ------- | ------- | ------- | ---------------- | --------------------- |
| 2009     | 2              | 0              | 2              | 4              | 135            | 99             | -       | -       | -       | -       | -       | -                | -                     |
| 2012     | 3              | 0              | 2              | 5              | 138            | 59             | -       | -       | -       | -       | -       | -                | -                     |
| 2013     | 3              | 0              | 3              | 6              | 130            | 103            | 0       | 1       | 1       | 17      | 35      | Wild Card        | Budapest Hurricanes 2 |
| 2014     | 2              | 0              | 2              | 4              | 57             | 48             | 0       | 1       | 1       | 6       | 24      | Quarti di finale | Nyíregyháza Tigers 2  |
| 2016     | 2              | 0              | 2              | 4              | 82             | 26             | 1       | 1       | 2       | 18      | 46      | Semifinale       | Budapest Eagles       |
| 2017     | 5              | 0              | 0              | 5              | 70             | 6              | 2       | 1       | 3       | 52      | 28      | Duna Bowl        | Nyíregyháza Tigers    |
| 2019     | 3              | 0              | 3              | 6              | 70             | 110            | -       | -       | -       | -       | -       | -                | -                     |
| Totale   | 20             | 0              | 14             | 34             | 652            | 476            | 3       | 4       | 7       | 93      | 133     |                  |                       |

Fonti: Enciclopedia del Football - A cura di Massimo Mezzetti

### Riepilogo fasi finali disputate
| Anno             | Luogo       | Evento     | Fase del torneo  | Incontro                                    | Risultato |
| 3 luglio 2011    |             | Divízió II | Semifinale       | Haladás Crushers - Újpest Bulldogs          | 20 - 26   |
| 23 giugno 2013   |             | Divízió II | Wild Card        | Budapest Hurricanes 2 - Haladás Crushers    | 35 - 17   |
| 2014             |             | Divízió II | Quarti di finale | Nyíregyháza Tigers 2 - Szombathely Crushers | 24 - 6    |
| 25 giugno 2016   |             | Divízió II | Semifinale       | Budapest Eagles - Szombathely Crushers      | 40 - 2    |
| 16 luglio 2017   |             | Divízió II | Duna Bowl        | Nyíregyháza Tigers - Szombathely Crushers   | 14 - 7    |
| 15 luglio 2018   | Szombathely | Divízió I  | Pannon Bowl      | Szombathely Crushers - Szekszárd Bad Bones  | 17 - 7    |
| 13 luglio 2019   |             | Divízió I  | Pannon Bowl      | Szombathely Crushers - Eger Heroes          | 32 - 0    |
| 28 novembre 2020 | Nyúl        | Divízió I  | Pannon Bowl      | Győr Sharks - Szombathely Crushers          | 32 - 13   |
| 23 luglio 2022   |             | Divízió I  | Pannon Bowl      | Budapest Titans - Szombathely Crushers      | 18 - 13   |
| 18 giugno 2023   | Budapest    | HFL        | Wild Card        | Budapest Titans - Szombathely Crushers      | 30 - 14   |

## Palmarès
- 2 Pannon Bowl (2018, 2019)